# Långvattnet (sjö i Pedersöre, Österbotten)
Långvattnet är en sjö i kommunen Pedersöre i landskapet Österbotten i Finland. Sjön ligger 49,7 meter över havet. Arean är 44 hektar och strandlinjen är 3,99 kilometer lång. Sjön  ingår i Esse å huvudavrinningsområde.   Den ligger omkring 96 kilometer nordöst om Vasa och omkring 380 kilometer norr om Helsingfors. 